# Weingut Heinrich Spindler

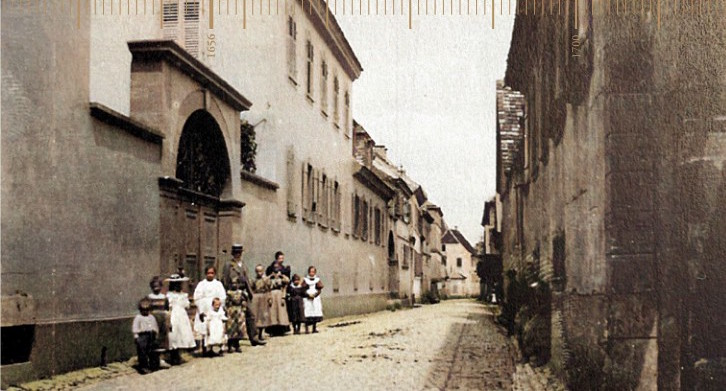
Das Weingut um 1860 (am rechten Bildrand)

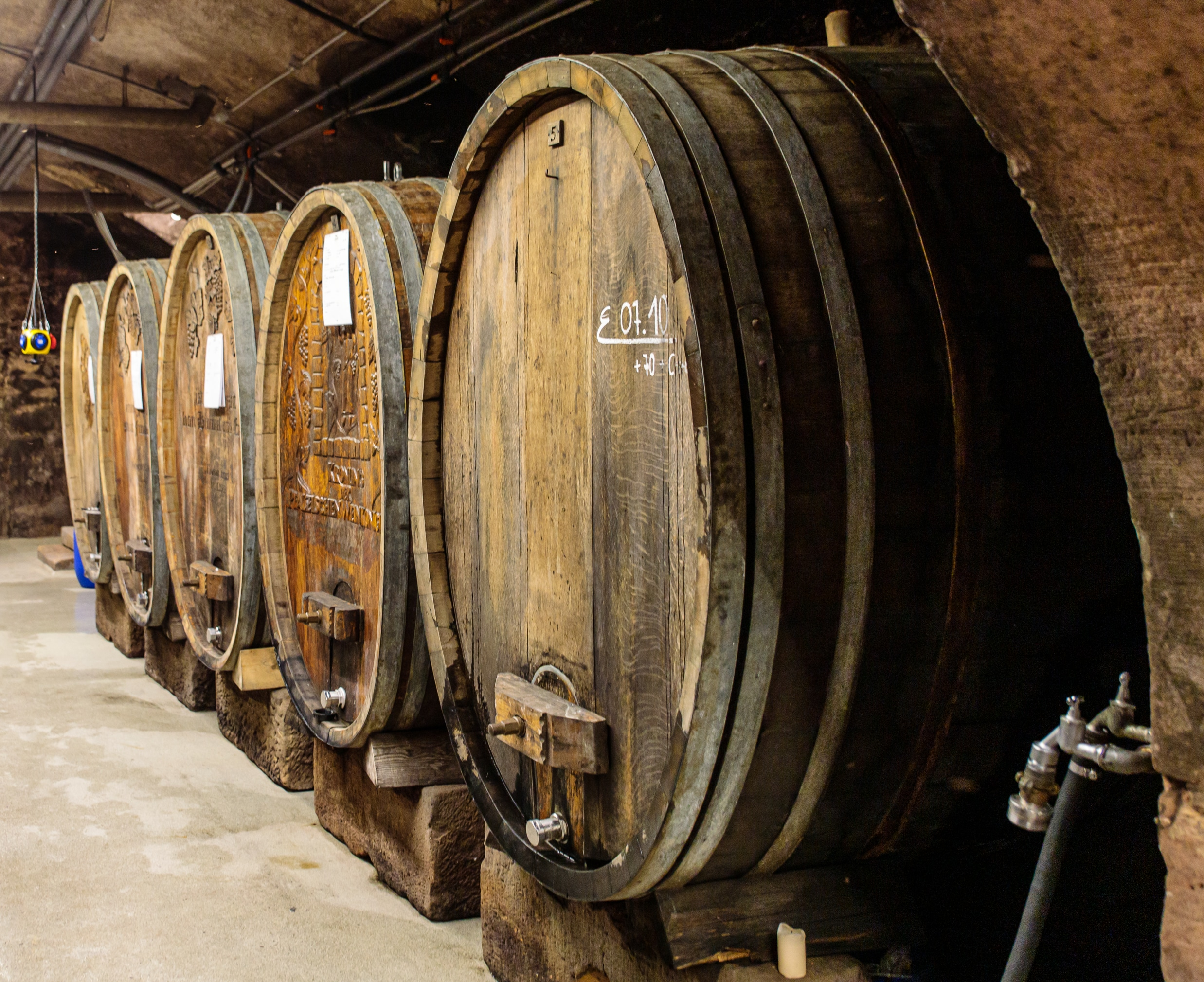
Kellerei mit alten Weinfässern

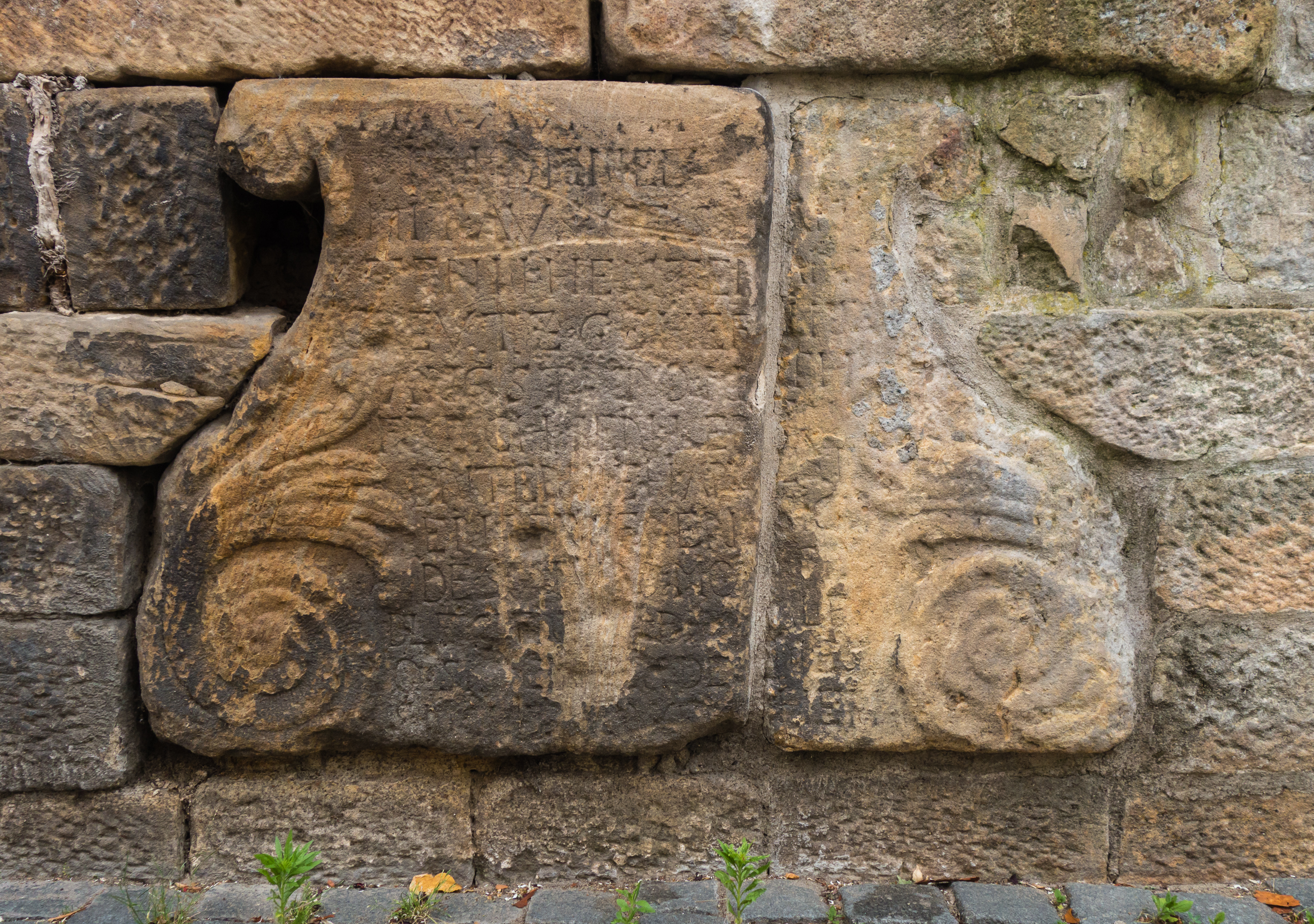
Barocker Inschriftstein in der Gartenmauer

Das Weingut Heinrich Spindler in Forst an der Weinstraße mit einer Bewirtschaftungsfläche von rund 20 Hektar gehört zu den ältesten in Familienbesitz befindlichen Betrieben in Rheinland-Pfalz und produziert überwiegend Riesling. Das Gutshaus mit der Adresse Weinstraße 44/46 steht unter Denkmalschutz.

## Weine und Lagen
Das Weingut hat Anteile an allen Forster Einzellagen wie der Elster (erste Lage), dem Freundstück (große Lage, unmittelbar hinter dem Weingut), dem Jesuitengarten (große Lage) dem Kirchenstück (große Lage), dem Musenhang (erste Lage), dem Pechstein (große Lage) und dem Ungeheuer (große Lage) sowie an Lagen in benachbarten Orten wie dem Deidesheimer Herrgottsacker (erste Lage) und in Ruppertsberg. Die Hauptrebsorte ist Riesling, diese Weine werden klassisch überwiegend in großen Holzfässern ausgebaut, die teilweise über 100 Jahre alt sind. Darüber hinaus werden noch etwas Weißburgunder, Grauburgunder und Sauvignon Blanc und als Rotwein Spätburgunder angebaut. Die Weine werden nicht mehr nach der veralteten Klassifizierung Kabinett, Spätlese oder Auslese gelabelt, sondern entsprechend der VDP-Qualitätspyramide nach Große Lage, Erste Lage, Ortslage und Gutswein, vergleichbar mit der Klassifizierung in Burgund Grand Cru, Premier Cru, Village und Region. Für die große Vielfalt und Unterschiedlichkeit der Forster Weinlagen sind die sehr differenzierten Bodenverhältnisse verantwortlich wie Muschelkalk (Freundstück, Kirchenstück und Ungeheuer), Buntsandstein (Elster, Kirchenstück und Jesuitengarten) und Basalt (Kirchenstück und Pechstein).

## Bauwerk
Das Weingut besteht unter anderem aus einen repräsentativen Winzerhof aus der zweiten Hälfte des 18. Jahrhunderts. Hinzu kommt ein zweigeteiltes Wohnhaus mit Krüppelwalmdach beziehungsweise eingeschossig mit ausgebautem Dachstuhl. Das Hoftor ist mit der Jahreszahl 1784 bezeichnet. Innerhalb der Gartenmauer ist ein barocker Inschriftstein enthalten. Hinter dem Gutshaus, außerhalb der Denkmalzone, liegt das moderne Gebäude der Kelterei.

## Geschichte
Im Jahr 1620 wurde das Weingut gegründet. Damals kam ein Sontag Spindler nach Forst. Er erwarb 1656 mit seiner Frau vom Deidesheimer Spital dreiviertel Morgen vom Kirchenstück. Das heute noch bestehende Gutsgebäude wurde 1770 errichtet. Die erste nachweisbare Weinversteigerung im Weingut Spindler fand 1791 statt. Mit der Königlich-bayerische Lagenklassifizierung von 1828 erhielten die Forster Weinbergslagen Höchstwerte. Durch Erbteilung kam es 1880 zu einer Aufgeteilung des Betriebes auf Heinrich, Eugen und Wilhelm Spindler. Der bis heute bestehende Gutsausschank eröffnete 1933. Im Jahr 1978 erfolgte die Übernahme des Betriebes durch Hans Spindler und bereits zwei Jahre später erfolgte eine Erweiterung des Betriebes durch die Übernahme der Weinberge vom seinerzeit aufgelöstem Weingut Ferd. Heinemann. Markus Spindler, der jetzige Leiter des Weinguts, übernahm es 2007 und ist seit 2011 Jungtalent des Verbands Deutscher Prädikatsweingüter. Seit 2012 betreibt das Weingut biologischen Landbau und ist nach EU-Biorichtlinien zertifiziert.

## Gemälde
In der Probierstube des Weinguts befinden sich zwei beachtenswerte Portraitgemälde von 1812, die den Gutsbesitzer Johannes Spindler (1760–1826) und seine 1788 geehelichte Frau Appolonia Kimmich (1760–1841) darstellen.

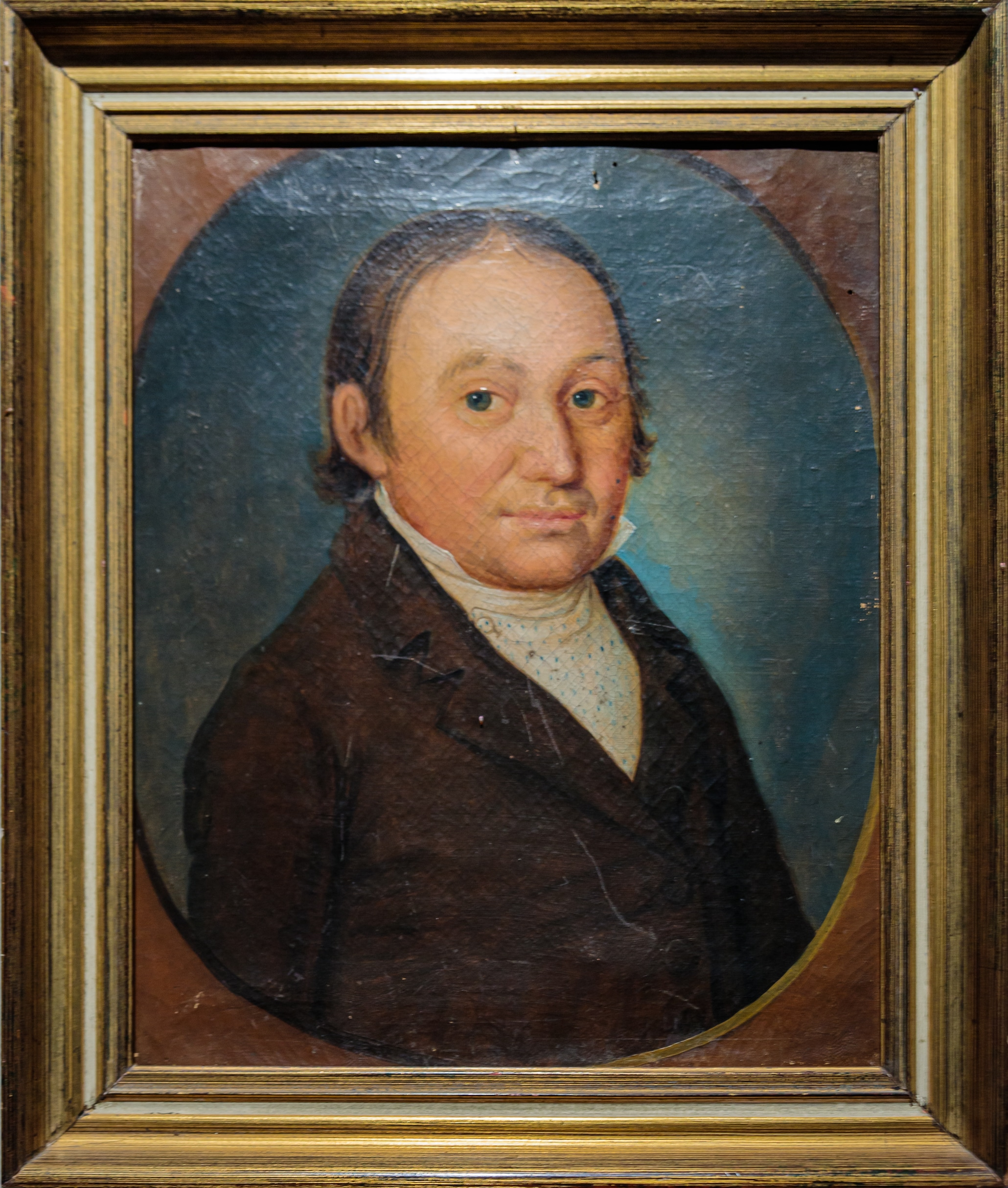
Johannes Spindler
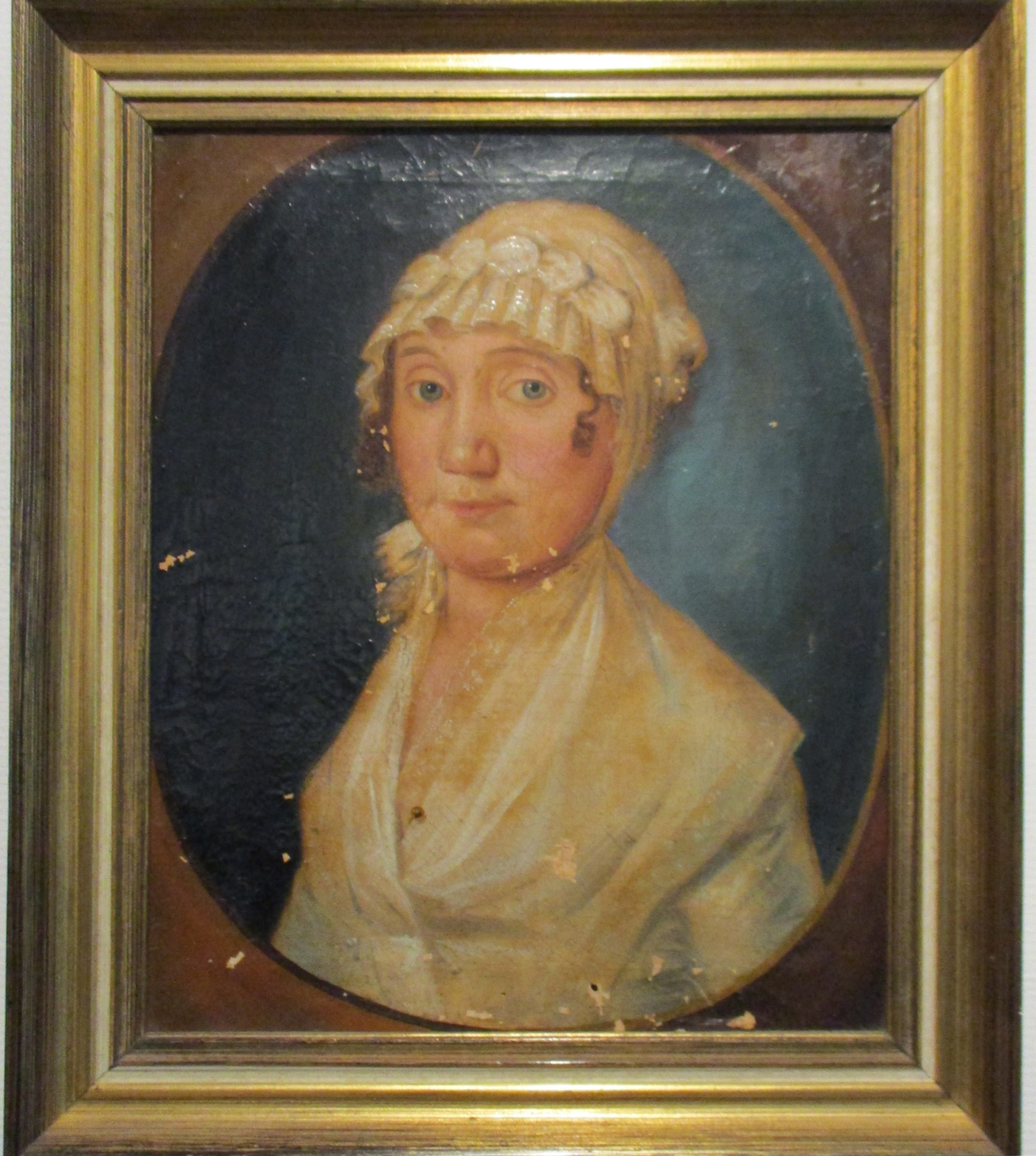
Appolonia Kimmich